# (19535) Rowanatkinson
(19535) Rowanatkinson est un astéroïde de la ceinture principale. Il a été nommé ainsi en l'honneur de l'acteur britannique Rowan Atkinson.  

## Description
(19535) Rowanatkinson est un astéroïde de la ceinture principale. Il fut découvert le 24 avril 1999 à Reedy Creek par John Broughton. Il présente une orbite caractérisée par un demi-grand axe de 2,61 UA, une excentricité de 0,19 et une inclinaison de 2,4° par rapport à l'écliptique.

## Compléments